# Helena Růžičková
Helena Růžičková, geb. Málková, (* 13. Juni 1936 in Prag; † 4. Januar 2004 in Pilsen) war eine tschechische Schauspielerin.

## Leben
Helena Růžičková trat unter anderem in dem Märchenfilm Drei Haselnüsse für Aschenbrödel auf. Dort spielte sie die Rolle von Kleinröschen, das, mit ihrer Leibesfülle ihren Vornamen Lügen straft und, auffällig rotgekleidet, den Prinzen an sich reißt und mit ihm tanzt. Helena Růžičková war vor allem aufgrund ihres komödiantischen Talents bekannt und in Filmen aus der Tschechoslowakei und der DDR zu sehen. Ihr Sohn, Jiří Růžička († 1999), war ebenfalls Schauspieler.
Helena Růžičková starb am 4. Januar 2004 in einer Pilsener Klinik an Krebs.

## Filmografie (Auswahl)
- 1967: Flucht (Útěk)
- 1970: Zähmung eines Teufels (Vražda ing. Čerta)
- 1971: 1:0 für Jitka (Metráček)
- 1971: Das Geheimnis der Berenka (My tři a pes z Pětipes)
- 1971: Die gestohlene Schlacht (Ukradená bitva)
- 1972: Homolkas auf Urlaub (Homolka a tobolka)
- 1972: Das Mädchen auf dem Besenstiel (Dívka na koštěti)
- 1973: Drei Haselnüsse für Aschenbrödel (Tři oříšky pro Popelku)
- 1977: Wie Honza beinahe König geworden wäre (Honza málem králem)
- 1979: Die Märchenbraut (Arabela) (Fernsehserie)
- 1981: Sing, Cowboy, sing
- 1981: Das Geheimnis der Burg in den Karpaten (Tajemství hradu v Karpatech)
- 1983: Die Besucher / Expedition Adam '84 (Návštěvníci); Fernsehserie – Regie: Jindřich Polák
- 1988: Die Prinzessin und der fliegende Schuster (O princezně Jasněnce a létajícím ševci)